# روبرت ووكر (سياسي)
روبرت ووكر هو محامي وسياسي كندي، ولد في 6 مارس 1916، وتوفي في 28 مارس 1989. حزبياً، نشط في Saskatchewan New Democratic Party ‏. وقد انتخب عضو المجلس التشريعي من ساسكاتشوان.